# Златни глобус за најбољу главну глумицу у играном филму (мјузикл или комедија)
Златни глобус за најбољу главну глумицу у играном филму (мјузикл или комедија) (енгл. Golden Globe Award for Best Actress — Motion Picture Musical or Comedy) додељује се од 1951. године, када је одвојен од награде у категорији Златни глобус за најбољу главну глумицу у играном филму (драма) .

## Награђени и номиновани

### 1950-е
- 1950 — Џуди Холидеј — Јуче рођена
  - Спринг Бајингтон — Louisa
  - Бети Хатон — Annie Get Your Gun
- 1951 — Џун Алисон — Too Young to Kiss
- 1952 — Сузан Хејвард — With a Song in My Heart
  - Катрин Хепберн — Pat and Mike
  - Џинџер Роџерс — Monkey Business
- 1953 — Етел Мерман — Call Me Madam
- 1954 — Џуди Гарланд — A Star Is Born
- 1955 — Џин Симонс — Guys and Dolls
- 1956 — Дебора Кер — The King and I
  - Џуди Холидеј — The Solid Gold Cadillac
  - Мачико Кјо — The Teahouse of the August Moon
  - Мерилин Монро — Bus Stop
  - Деби Рејнолдс — Bundle of Joy
- 1957 — Кеј Кендал, Les Girls
  - Одри Хепберн — Love in the Afternoon
  - Џин Симонс — This Could Be the Night
  - Сид Шарис — Silk Stockings
- 1958 — Розалинд Расел, Auntie Mame
  - Ингрид Бергман — Indiscreet
  - Лесли Карон — Gigi
  - Дорис Деј — The Tunnel of Love
  - Мици Гејнор — South Pacific
- 1959 — Мерилин Монро, Неки то воле вруће
  - Ширли Маклејн — Ask Any Girl
  - Дороти Дандриџ — Porgy and Bess
  - Дорис Деј — Pillow Talk
  - Лили Палмер — But Not for Me

### 1960-е
- 1960 — Ширли Маклејн, The Apartment
- 1961 — Розалинд Расел, A Majority of One
  - Бети Дејвис — Џеп пун чуда
  - Одри Хепберн — Доручак код Тифанија
- 1962 — Розалинд Расел, Gypsy
  - Џејн Фонда — Period of Adjustment
- 1963 — Ширли Маклејн, Irma la Douce
  - Одри Хепберн — Charade
  - Џоан Вудвард — A New Kind of Love
- 1964 — Џули Ендруз, Mary Poppins
  - Одри Хепберн — My Fair Lady
- 1965 — Џули Ендруз, The Sound of Music
  - Џејн Фонда — Cat Ballou
- 1966 — Лин Редгрејв, Georgy Girl
  - Џејн Фонда — Any Wednesday
  - Одри Хепберн — Two for the Road
  - Ширли Маклејн — Gambit
  - Ванеса Редгрејв — Morgan: A Suitable Case for Treatment
- 1967 — Ен Банкрофт, The Graduate
  - Џули Ендруз — Thoroughly Modern Millie
  - Ширли Маклејн — Woman Times Seven
  - Ванеса Редгрејв — Camelot
- 1968 — Барбра Страјсенд, Funny Girl
  - Џули Ендруз — Star!
- 1969 — Пати Дјук, Ја, Натали
  - Ингрид Бергман — Cactus Flower
  - Мија Фароу — John and Mary
  - Ширли Маклејн — Sweet Charity
  - Барбра Страјсенд — Hello, Dolly!

### 1970-е
- 1970 — Кари Снодгрес, Diary of a Mad Housewife
  - Џули Ендруз — Darling Lili
  - Барбра Страјсенд — The Owl and the Pussycat
- 1971 — Твиги, The Boy Friend
- 1972 — Лајза Минели, Cabaret
  - Голди Хон — Butterflies Are Free
  - Меги Смит — Travels with My Aunt
- 1973 — Гленда Џексон, A Touch of Class
  - Лив Улман — 40 Carats
- 1975 — Ракел Велч, The Three Musketeers
- 1974 — Ен-Маргрет, Tommy
  - Џули Кристи — Shampoo
  - Голди Хон — Shampoo
  - Барбра Страјсенд — Funny Lady
- 1976 — Барбра Страјсенд, A Star Is Born
  - Џоди Фостер — Freaky Friday
  - Голди Хон — The Duchess and the Dirtwater Fox
- 1977 — Дајана Китон, Ени Хол; Марша Мејсон, The Goodbye Girl
- 1978 — Елен Берстин, Same Time, Next Year; Меги Смит, California Suite
  - Голди Хон — Foul Play
- 1979 — Бет Мидлер, The Rose
  - Џули Ендруз — 10
  - Ширли Маклејн — Being There
  - Марша Мејсон — Chapter Two

### 1980-е
- 1980 — Сиси Спејсек, Coal Miner's Daughter
  - Голди Хон — Private Benjamin
  - Бет Мидлер — Divine Madness!
- 1981 — Бернардет Питерс, Pennies from Heaven
- 1982 — Џули Ендруз, Victor/Victoria
  - Голди Хон — Best Friends
- 1983 — Џули Волтерс, Educating Rita
  - Ен Банкрофт — To Be or Not to Be
  - Барбра Страјсенд — Yentl
- 1984 — Кетлин Тернер, Лов на зелини дијамант
  - Ен Банкрофт — Garbo Talks
  - Мија Фароу — Broadway Danny Rose
- 1985 — Кетлин Тернер, Част Прицијевих
  - Мија Фароу — Пурпурна ружа Каира
- 1986 — Сиси Спејсек, Crimes of the Heart
  - Џули Ендруз — That's Life!
  - Бет Мидлер — Down and Out in Beverly Hills
- 1987 — Шер, Moonstruck
  - Дајана Китон — Baby Boom
  - Бет Мидлер — Outrageous Fortune
- 1988 — Мелани Грифит, Working Girl
  - Сузан Сарандон — Bull Durham
- 1989 — Џесика Танди, Driving Miss Daisy
  - Полин Колинс — Shirley Valentine
  - Мерил Стрип — She-Devil

### 1990-е
- 1990 — Џулија Робертс, Згодна жена
  - Мија Фароу — Alice
  - Мерил Стрип — Разгледнице из пакла
- 1991 — Бет Мидлер, For the Boys
  - Анџелика Хјустон — The Addams Family
- 1992 — Миранда Ричардсон, Enchanted April
  - Ширли Маклејн — Used People
  - Мерил Стрип — Смрт јој пристаје
- 1993 — Анџела Басет, What's Love Got to Do with It
  - Анџелика Хјустон — Addams Family Values
  - Дајана Китон — Manhattan Murder Mystery
- 1994 — Џејми Ли Кертис, Истините лажи
  - Ширли Маклејн — Guarding Tess
  - Ема Томпсон — Junior
- 1995 — Никол Кидман, To Die For
  - Тони Колет — Muriel's Wedding
  - Ванеса Редгрејв — A Month by the Lake
- 1996 — Мадона, Evita
  - Барбра Страјсенд — The Mirror Has Two Faces
- 1997 — Хелен Хант, Добро да боље не може бити
  - Џулија Робертс — Венчање мог најбољег друга
- 1998 — Гвинет Палтроу, Заљубљени Шекспир
- 1999 — Џенет Мактир — Tumbleweeds 
  - Џулијана Мур — Идеални супруг
  - Џулија Робертс — Ја у љубав верујем
  - Шерон Стоун — The Muse као Sarah Little
  - Рис Видерспун — Election као Tracy Flick

### 2000-е
- 2000 — Рене Зелвегер — Nurse Betty као Betty Sizemore 
  - Бренда Блетин — Saving Grace
  - Жилијет Бинош — Чоколада as Vianne Rocher
  - Сандра Булок — Мистајни агент као Грејси Харт
  - Трејси Улман — Small Time Crooks as Frenchy
- 2001 — Никол Кидман — Moulin Rouge! као Satine 
  - Рене Зелвегер — Bridget Jones's Diary као Bridget Jones
  - Тора Берч — Ghost World as Enid
  - Кејт Бланчет — Bandits as Kate Wheeler
  - Рис Видерспун — Правна плавуша as Elle Woods
- 2002 — Рене Зелвегер — Чикаго као Roxie Hart  
  - Меги Џиленхол — Секретарица
  - Голди Хон — The Banger Sisters
  - Нија Вардалос — Моја велика мрсна православна свадба
  - Кетрин Зита-Џоунс — Чикаго
- 2003 — Дајана Китон — Something's Gotta Give као Erica Jane Barry 
  - Џејми Ли Кертис — Freaky Friday као Tess Coleman
  - Скарлет Џохансон — Изгубљени у преводу као Charlotte
  - Дајана Лејн — Под сунцем Тоскане као Frances
  - Хелен Мирен — Calendar Girls као Chris Harper
- 2004 — Анет Бенинг — Као Џулија као Julia Lambert 
  - Ешли Џад — De-Lovely као Linda Porter
  - Еми Росум — The Phantom of the Opera као Christine Daaé
  - Кејт Винслет — Eternal Sunshine of the Spotless Mind као Clementine Kruczynski
  - Рене Зелвегер — Bridget Jones: The Edge of Reason као Bridget Jones
- 2005 — Рис Видерспун — Ход по ивици као June Carter 
  - Џуди Денч — Госпођа Хендерсон представља као Laura Henderson
  - Кира Најтли — Pride & Prejudice као Elizabeth Bennet
  - Лора Лини — The Squid and the Whale као Joan Berkman
  - Сара Џесика Паркер — The Family Stone као Meredith Morton
- 2006 — Мерил Стрип — Ђаво носи Праду као Miranda Priestly 
  - Анет Бенинг — Running With Scissors as Deirdre Burroughs
  - Тони Колет — Little Miss Sunshine као Sheryl
  - Бијонсе Ноулс — Девојке из снова као Deena Jones
  - Рене Зелвегер — Госпођица Потер као Beatrix Potter
- 2007 — Марион Котијар — Живот у ружичастом као Едит Пијаф
  - Ејми Адамс — Enchanted као Giselle
  - Ники Блонски — Hairspray као Tracy Turnblad
  - Хелена Бонам Картер — Sweeney Todd: The Demon Barber of Fleet Street као Mrs. Lovett
  - Елен Пејџ — Џуно као Juno MacGuff
- 2008 — Сали Хокинс — Happy-Go-Lucky као Poppy 
  - Ребека Хол — Љубав у Барселони као Вики
  - Франсес Макдорманд — Спалити после читања као Линда Лицке
  - Мерил Стрип — Mamma Mia! као Дона Шеридан
  - Ема Томпсон — Last Chance Harvey као Кејт Вокер
- 2009 — Мерил Стрип — Џули и Џулија као Џулија 
  - Сандра Булок — Веридба као Маргарет Тејт
  - Џулија Робертс — Дволичност као Клер Стенвик
  - Марион Котијар — Девет као Луиза
  - Мерил Стрип — Компликовано је као Џејн Адлер

### 2010-е
| Година | Глумица            | Филм                              | Извор  |
| ------ | ------------------ | --------------------------------- | ------ |
| 2010.  | Анет Бенинг        | Клинци су у реду                  | [ 1 ]  |
| 2010.  | Анџелина Џоли      | Туриста                           | [ 1 ]  |
| 2010.  | Џулијана Мур       | Клинци су у реду                  | [ 1 ]  |
| 2010.  | Ен Хатавеј         | Љубав и други стимуланси          | [ 1 ]  |
| 2010.  | Ема Стоун          | Девојка на лошем гласу            | [ 1 ]  |
| 2011.  | Мишел Вилијамс     | Моја недеља са Мерилин            | [ 2 ]  |
| 2011.  | Џоди Фостер        | Крвопролиће                       | [ 2 ]  |
| 2011.  | Кејт Винслет       | Крвопролиће                       | [ 2 ]  |
| 2011.  | Шарлиз Трон        | Млади                             | [ 2 ]  |
| 2011.  | Кристен Виг        | Деверуше                          | [ 2 ]  |
| 2012.  | Џенифер Лоренс     | У добру и у злу                   | [ 3 ]  |
| 2012.  | Меги Смит          | Квартет                           | [ 3 ]  |
| 2012.  | Џуди Денч          | Егзотични хотел Мариголд          | [ 3 ]  |
| 2012.  | Мерил Стрип        | Зачин за брак                     | [ 3 ]  |
| 2012.  | Емили Блант        | Лов на лососе у Јемену            | [ 3 ]  |
| 2013.  | Ејми Адамс         | Америчка превара                  | [ 4 ]  |
| 2013.  | Мерил Стрип        | Август у округу Осејџ             | [ 4 ]  |
| 2013.  | Жили Делпи         | Пре поноћи                        | [ 4 ]  |
| 2013.  | Грета Гервиг       | Франсес Ха                        | [ 4 ]  |
| 2013.  | Џулија Луј-Драјфус | Све смо рекли                     | [ 4 ]  |
| 2014.  | Ејми Адамс         | Велике очи                        | [ 5 ]  |
| 2014.  | Емили Блант        | Зачарана шума                     | [ 5 ]  |
| 2014.  | Хелен Мирен        | Индијски зачин на француски начин | [ 5 ]  |
| 2014.  | Џулијана Мур       | Мапе до звезда                    | [ 5 ]  |
| 2014.  | Квавенжане Волис   | Ени                               | [ 5 ]  |
| 2015.  | Џенифер Лоренс     | Џој                               | [ 6 ]  |
| 2015.  | Мелиса Макарти     | Шпијуни                           | [ 6 ]  |
| 2015.  | Ејми Шумер         | Хаос у најави                     | [ 6 ]  |
| 2015.  | Меги Смит          | Дама из дворишта                  | [ 6 ]  |
| 2015.  | Лили Томлин        | Бака                              | [ 6 ]  |
| 2016.  | Ема Стоун          | Ла ла ленд                        | [ 7 ]  |
| 2016.  | Анет Бенинг        | Жене 20. века                     | [ 7 ]  |
| 2016.  | Лили Колинс        | Правила не важе                   | [ 7 ]  |
| 2016.  | Хејли Стајнфелд    | На прагу зрелости                 | [ 7 ]  |
| 2016.  | Мерил Стрип        | Неславно славна Флоренс           | [ 7 ]  |
| 2017.  | Серше Ронан        | Бубамара                          | [ 8 ]  |
| 2017.  | Џуди Денч          | Викторија и Абдул                 | [ 8 ]  |
| 2017.  | Хелен Мирен        | The Leisure Seeker                | [ 8 ]  |
| 2017.  | Марго Роби         | Ја, Тоња                          | [ 8 ]  |
| 2017.  | Ема Стоун          | Рат полова                        | [ 8 ]  |
| 2018.  | Оливија Колман     | Миљеница                          | [ 9 ]  |
| 2018.  | Емили Блант        | Мери Попинс се враћа              | [ 9 ]  |
| 2018.  | Елси Фишер         | Осми разред                       | [ 9 ]  |
| 2018.  | Шарлиз Терон       | Тали                              | [ 9 ]  |
| 2018.  | Констанс Ву        | Сулудо богати Азијци              | [ 9 ]  |
| 2019.  | Аквафина           | Збогом                            | [ 10 ] |
| 2019.  | Ана де Армас       | Нож у леђа                        | [ 10 ] |
| 2019.  | Кејт Бланчет       | Где си пошла, Бернадет?           | [ 10 ] |
| 2019.  | Бини Фелдштајн     | Штреберке                         | [ 10 ] |
| 2019.  | Ема Томпсон        | Касно увече                       | [ 10 ] |

### 2020-е
| Година | Глумица             | Филм                      | Извор         |
| ------ | ------------------- | ------------------------- | ------------- |
| 2020.  | Розамунд Пајк       | Много ми је стало         | [ 11 ]        |
| 2020.  | Марија Бакалова     | Борат: Накнадни филм      | [ 11 ]        |
| 2020.  | Кејт Хадсон         | Музика                    | [ 11 ]        |
| 2020.  | Мишел Фајфер        | Француски излаз           | [ 11 ]        |
| 2020.  | Анја Тејлор-Џој     | Ема                       | [ 11 ]        |
| 2021.  | Рејчел Зеглер       | Прича са западне стране   | [ 12 ]        |
| 2021.  | Марион Котијар      | Анет                      | [ 12 ]        |
| 2021.  | Алана Хаим          | Пица од сладића           | [ 12 ]        |
| 2021.  | Џенифер Лоренс      | Не гледај горе            | [ 12 ]        |
| 2021.  | Ема Стоун           | Злица                     | [ 12 ]        |
| 2022.  | Мишел Јео           | Све у исто време          | [ 13 ]        |
| 2022.  | Лесли Менвил        | Госпођа Харис иде у Париз | [ 13 ]        |
| 2022.  | Марго Роби          | Вавилон                   | [ 13 ]        |
| 2022.  | Анја Тејлор Џој     | Мени                      | [ 13 ]        |
| 2022.  | Ема Томпсон         | Срећно, Лео Гранде        | [ 13 ]        |
| 2023.  | Ема Стоун           | Јадна створења            | [ 14 ]        |
| 2023.  | Фантазија           | Боја пурпура              | [ 14 ]        |
| 2023.  | Џенифер Лоренс      | Девојка за све            | [ 14 ]        |
| 2023.  | Натали Портман      | Мај децембар              | [ 14 ]        |
| 2023.  | Алма Пејсти         | Пало лишће                | [ 14 ]        |
| 2023.  | Марго Роби          | Барби                     | [ 14 ]        |
| 2024.  | Деми Мур            | Супстанца                 | [ 15 ] [ 16 ] |
| 2024.  | Ејми Адамс          | Nightbitch                | [ 15 ] [ 16 ] |
| 2024.  | Синтија Ериво       | Злица                     | [ 15 ] [ 16 ] |
| 2024.  | Карла Софија Гаскон | Емилија Перез             | [ 15 ] [ 16 ] |
| 2024.  | Мајки Медисон       | Анора                     | [ 15 ] [ 16 ] |
| 2024.  | Зендеја             | Ривали                    | [ 15 ] [ 16 ] |